# Kuchnia cajun

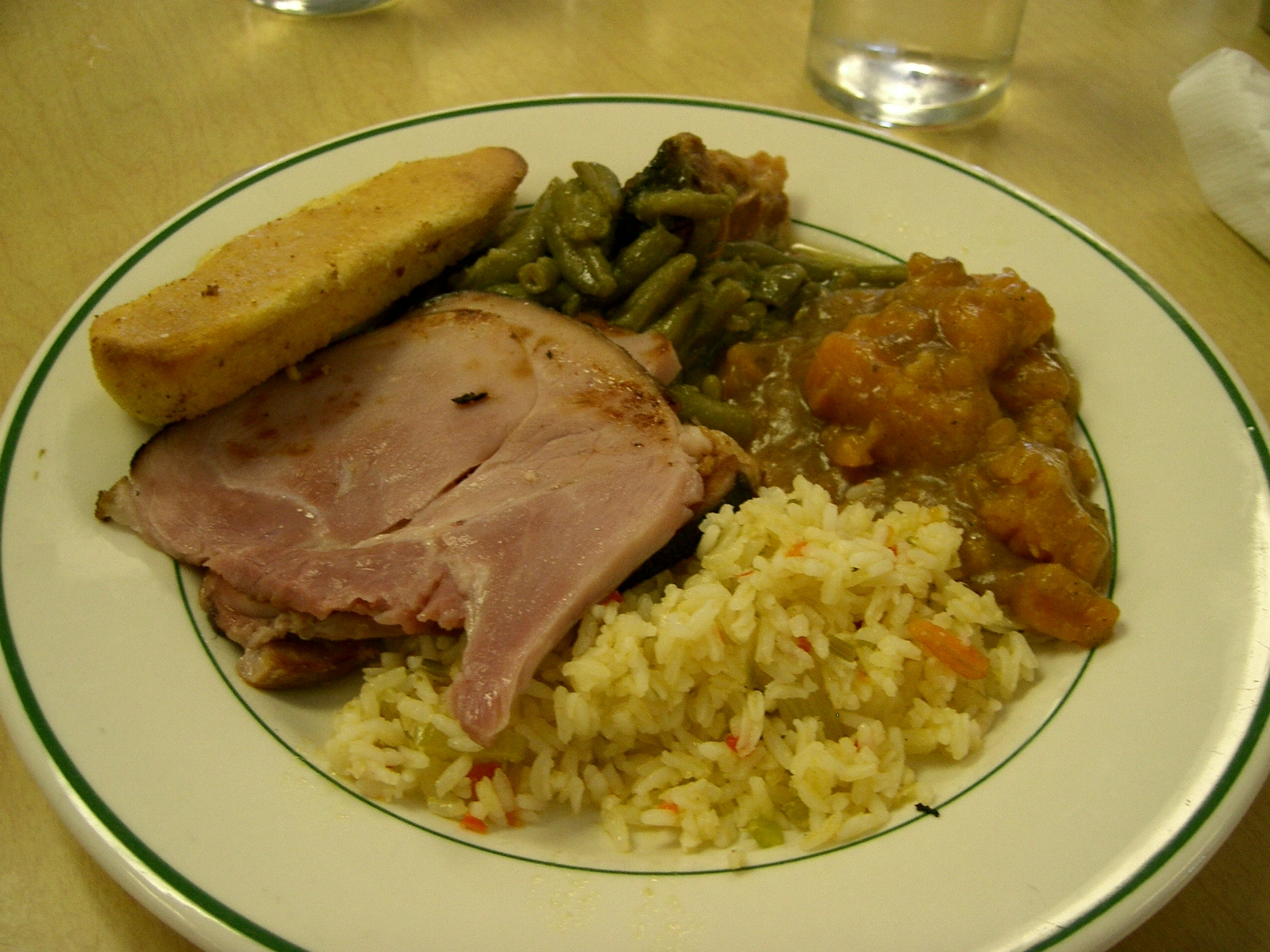
Wieprzowina i jambalaya

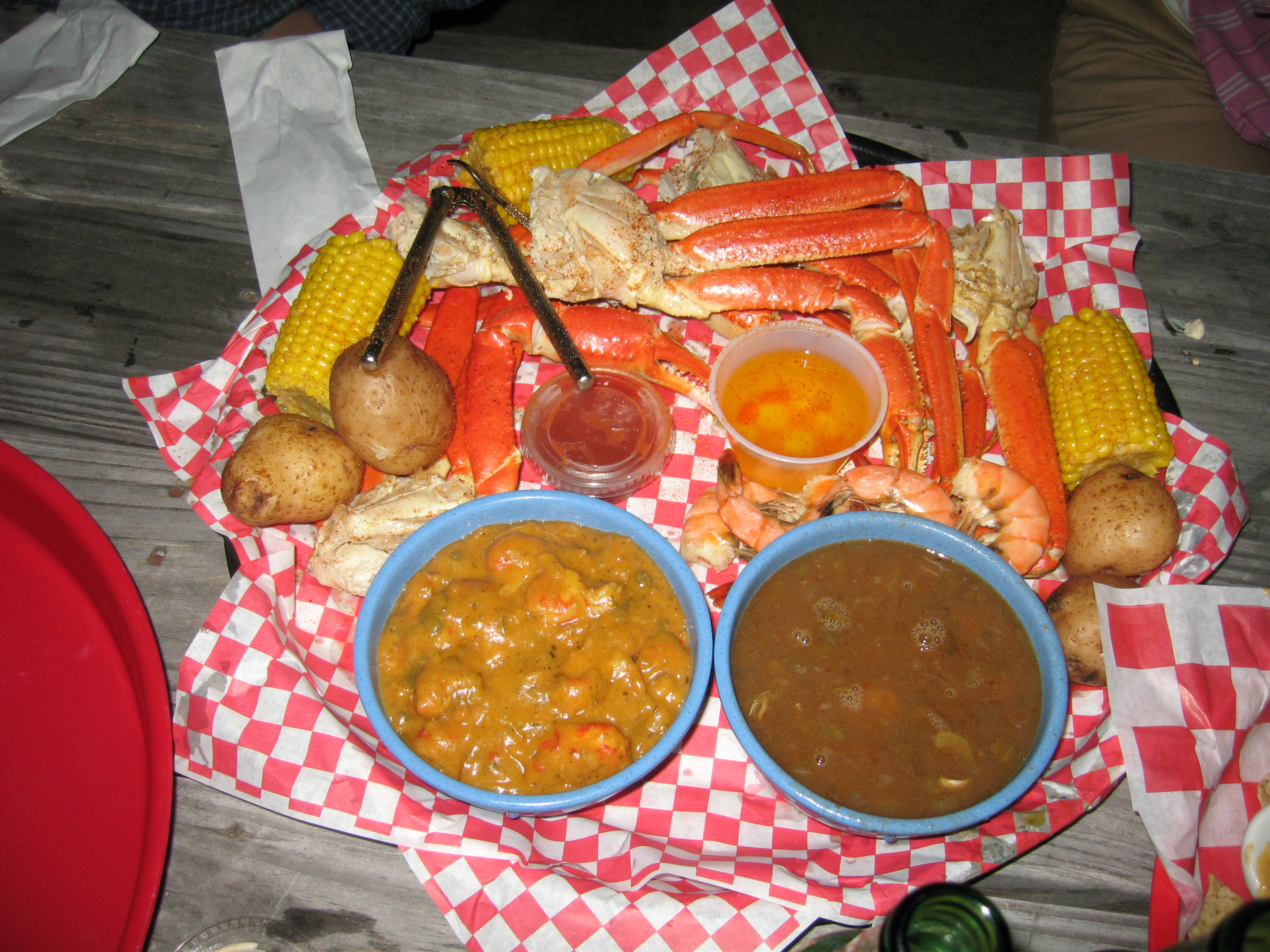
Potrawy kuchni cajun

Kuchnia cajun – kuchnia ludności Cajun zamieszkujących niedostępne i bagniste obszary centralnej Luizjany w USA (tzw. bayou).
Kuchnia opiera się na ryżu z warzywami i dodatkami mięsnymi, głównie wieprzowiną lub skorupiakami, licznie występującymi w okolicznych bagnach. Kraby, raki, znane jako crawfish, crayfish lub mudbugs, oraz krewetki, są częstym elementem wielu potraw.
Jako kuchnia „chłopska” jest prostsza i bardziej wyrazista (czytaj ostrzejsza) od wyrafinowanej kuchni kreolskiej z Nowego Orleanu.
Wiele potraw jest jednogarnkowych, zawierających lub serwowanych z ryżem i przygotowywanie ich zwykle zaczyna się od podsmażenia tzw. Świętej Trójcy (pokrojonych w kostkę: cebuli, słodkiej papryki i selera naciowego) lub przygotowania zasmażki tzw. Roux (widoczny wpływ kuchni francuskiej).
Tradycyjne potrawy to m.in.
- jambalaya
- ryż z fasolą (ang. Red Beans and Rice)
- kiełbasa andouille
- gotowane raki
- przyprawa tabasco